# 中國光大控股
中國光大控股有限公司（港交所：0165）是一家在香港交易所上市的金融公司。光大控股是中國光大集團的子公司，主要業務是提供金融服務及投資控股。 中國光大控股有限公司是在香港註冊，董事會主席為唐雙寧，首席執行官為陳爽。

## 历史
也就是在1997年9月19日，由中國光大明輝有限公司更名而來。
光大控股在1997年香港的紅籌股熱潮中，市盈率最高達到3130倍。
2011年4月，光大控股把持有的光大證券（國際）51%股權以8.9億元售予光大証券。
2013年10月，光大控股合組財團以11.55億美元向長江實業及和記黃埔收購上海陸家嘴東方匯經中心，光大控股佔其中6%。上海陸家嘴東方匯經中心預計在2014年落成。
現時，光大控股持有中國光大銀行3.5%和光大證券33.33%股份。中國飛機租賃有限公司44%

## 外部連結
- 中國光大控股有限公司（页面存档备份，存于）